# 新暁新聞
新暁新聞（Yeni Şafak,イェニシャファク、Yeni＝新しい、Şafak＝夜明け）はトルコの日刊新聞。公正発展党を支持する右寄りの論調をとる。